# Argiope buehleri
Argiope buehleri — вид павуків-колопрядів з всесвітньо поширеного роду Argiope. Великі, яскраво забарвлені самиці більші в декілька разів за дрібних самців. Живиться великими комахами. Отрута слабка, для людини безпечні. Поширений на острові Тимор у Південно-Східній Азії.
Вид відомий лише за описаними 1944 року голотипом з Сое на острові Тимор та 4 екземплярами самиць, які впіймані неподалік. Вид дуже схожий на Argiope reinwardti, можливо є його підвидом.